# Molí de Dalt (Espinelves)
El Molí de Dalt és un molí en desús d'Espinelves (Osona), una obra inclosa a l'Inventari del Patrimoni Arquitectònic de Catalunya.

## Descripció
Antic molí, format per tres cossos units de nord a sud i al central, més ample, s'hi adossa un cobert a la part de ponent. Tots els cossos es troben coberts a una vessant direcció oest/est excepte el cobert, que ho és d'est a oest.
A l'alçada del cobert hi ha restes d'un antic mur d'uns tres metres d'alçada. El cos més alt es troba a la part de tramuntana, i a dos metres trobem una bassa enfonsada dins el terreny i construïda amb pedra del país. En aquest mateix cos hi trobem un portal a la part baixa, que comunica amb la riera. El cos situat al sud es troba enderrocat i s'hi endevinen les restes del primer pis, que són de fusta. Les obertures de tota la construcció són diverses, no guarden cap simetria, cal remarcar que el cobert és cec. L'estat de conservació és molt precari.

## Història
Molí fariner situat sobre la riera d'Espinelves, que pertany a l'antiga parròquia d'Espinelves, que en un principi formava part del terme jurisdiccional de Sant Llorenç del Munt o de Cerdans. A finals del segle xv, Espinelves s'havia unit a Sant Sadurní d'Osormort, més tard se separaren i al segle xix, amb motiu de la divisió provincial, Espinelves passà a pertànyer a Girona, encara que sempre hagués estat unit a la vegueria d'Osona.
No hi ha cap notícia documental ni històrica que ens permeti donar una cronologia. No es troba als fogatges del segle xvi, la qual cosa ens fa pensar que és d'època posterior.